# 衣浦港

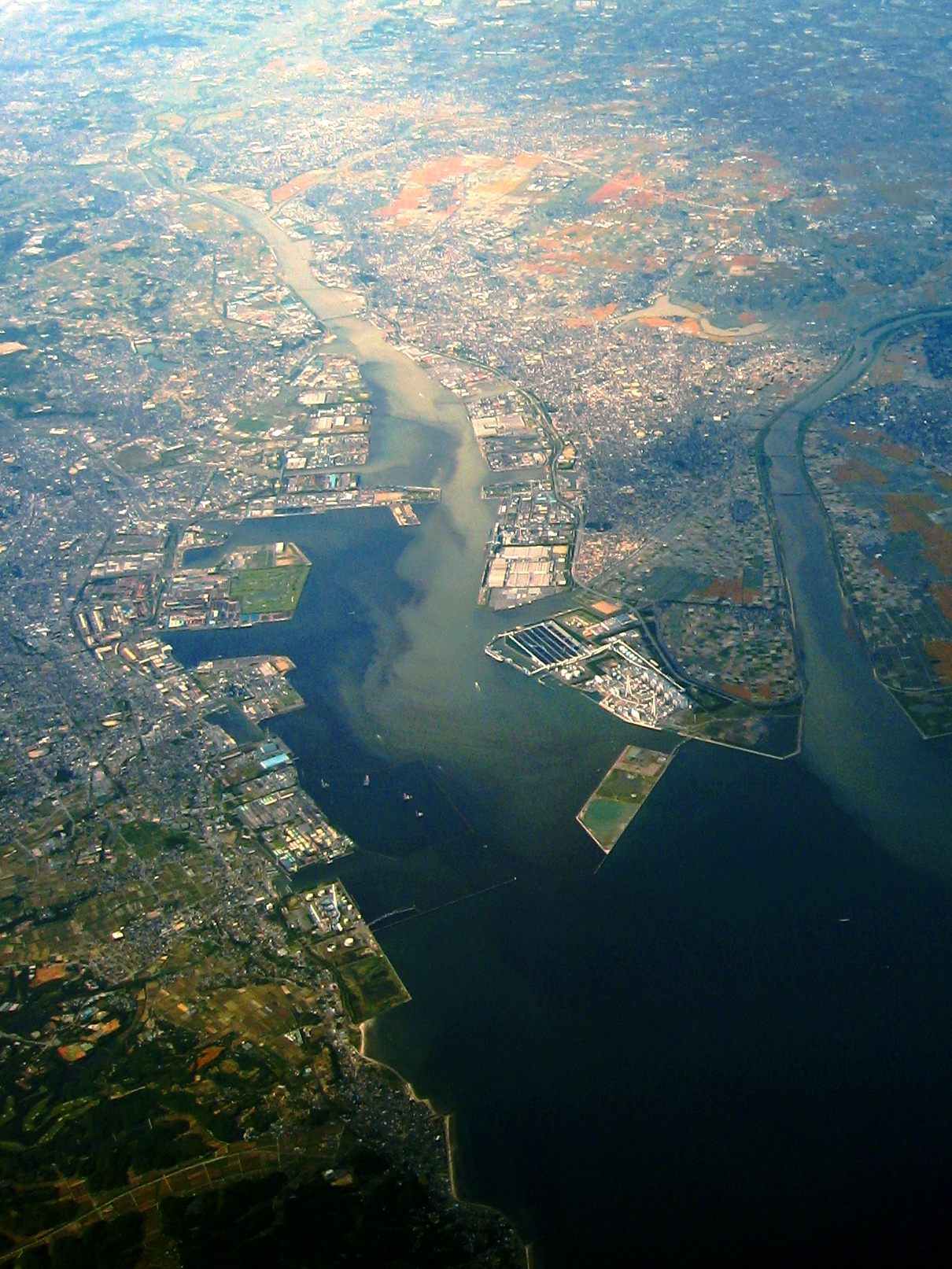
衣浦港

衣浦港（きぬうらこう）は、愛知県美浜町、武豊町、半田市、東浦町、刈谷市、高浜市、碧南市、西尾市にまたがる港湾。三河湾北西奥部（知多湾奥部、衣浦湾奥部）に位置する。港湾管理者は愛知県。

## 概要
港湾法上の重要港湾、港則法上の特定港、関税法上の開港に指定されている。湾が境川の延長線上に細長く伸びており、衣浦大橋と衣浦海底トンネルが両岸を結んでいる。

## 歴史
衣浦湾はかつて衣ヶ浦（ころもがうら）と呼ばれ（豊田市の旧称「挙母」（ころも）も同源）、古くから栄えていた。1899年8月4日に武豊港が愛知県内で最初に開港した。伊勢湾奥部に位置する名古屋港の開港は1907年で、当時はまだ熱田港と称して築港工事中であった。鉄道も1886年に現在の武豊線が東海道本線に先んじて敷設されたほどであった。
1957年5月、港湾法上の武豊港、半田港、亀崎港、高浜港、新川港、大浜港、平坂港を統合して衣浦港となった。関税法上も1959年4月11日に武豊港を衣浦港に改称した。
現在では、知多・西三河地域の工業品は主に名古屋港や三河港（東三河地域）より輸送されており、衣浦港の比率は小さいものとなっている。

## 取扱貨物量
- 輸出：413,473トン（鉄鋼69%、金属くず27%、その他4%）
- 輸入：7,490,538トン（石炭52%、米・豆・雑穀19%、木材10%、石油製品9%、非金属3%、その他7%）
- 移出：8,094,518トン（輸送機械79%、米・豆・雑穀6%、鉄鋼3%、金属くず3%、その他8%）
- 移入：4,973,991トン（鉄鋼29%、石炭19%、輸送機械18%、重油12%、その他23%）

## 主要立地企業
- 浅井産業サービスセンター
- AGC
- 伊藤忠衣浦埠頭
- JFEスチール（旧川崎製鉄）
- JAあいち経済連
- 出光興産
- 昭和土木
- 太平洋セメント
- ダウ・ケミカル日本
- 瀧上工業

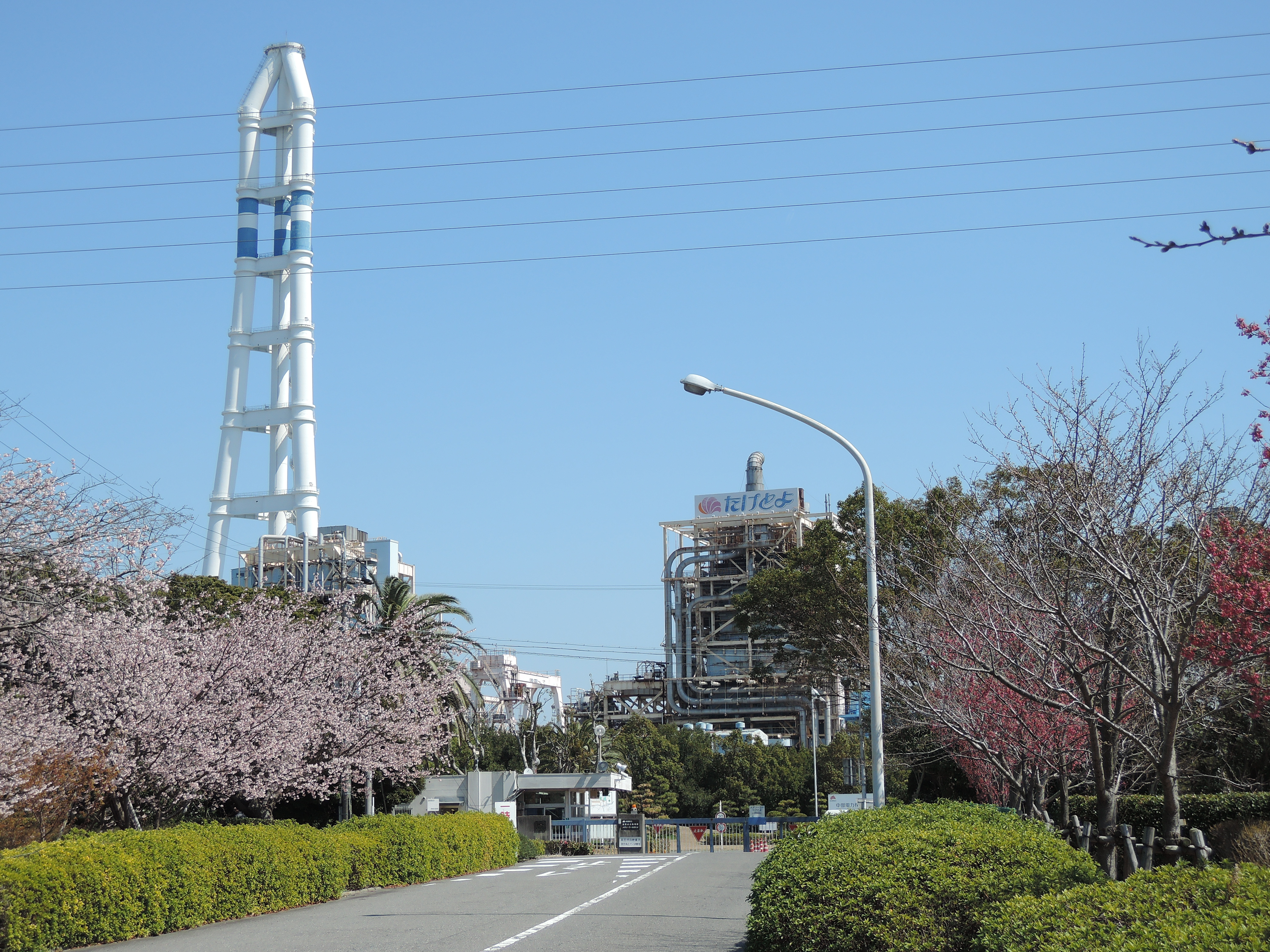
武豊火力発電所

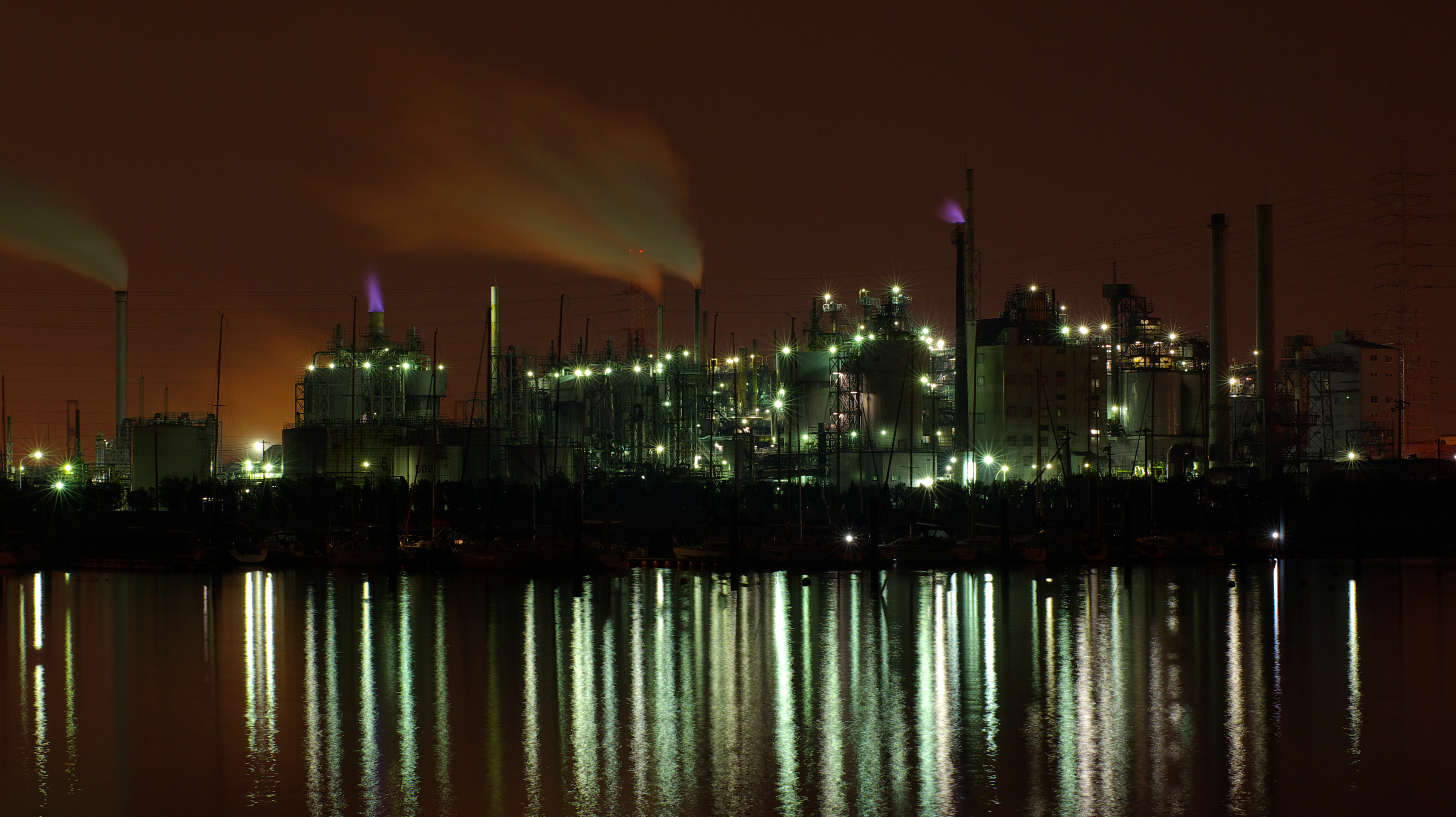
東海カーボン知多工場夜景

- JERA - 武豊火力発電所、碧南火力発電所
- 東海カーボン
- ジェイテクト
- 豊田自動織機
- トヨタ自動車
- 中日本グレーンセンター
- 中山製鋼所
- 日新製鋼
- 日本化学工業
- 日本車輌製造
- 日本ルーブリゾール
- マツダロジスティクス
- ミツカン（中埜酢店）